# Involution du thymus
L'involution du thymus est le rétrécissement du thymus avec l'âge chez les vertébrés. 

## Description
Il s'agit de l'une des principales caractéristiques de l'immunologie chez les vertébrés. Elle entraîne des changements dans l'architecture du thymus et une diminution de la masse tissulaire. Ce processus existe chez presque tous les vertébrés, des oiseaux, des téléostéens, des amphibiens aux reptiles, bien que le thymus de quelques espèces de requins soit connu pour ne pas régresser. 
Les cellules T sont nommées ainsi car le thymus est l'endroit où les lymphocytes T migrent depuis la moelle osseuse pour y mûrir. Sa régression a été associée à la réduction de l'immunosurveillance chez les personnes âgées. Bien que l'involution thymique ait été associée à la sénescence, elle n'est pas induite par la sénescence car l'organe commence à régresser dès le plus jeune âge – dès la première année de vie chez les humains.

## Involution et âge
Bien que certaines sources[Lesquelles ?] continuent à citer la puberté comme le moment du début de l'involution du thymus, des études ont montré que l'involution thymique a commencé beaucoup plus tôt.  
Le thymus est composé de deux compartiments. Le compartiment épithélial est le site de la maturation des lymphocytes T dans le thymus. Le deuxième compartiment est l'espace périvasculaire, qui est à l'extérieur du compartiment épithélial. Dans la petite enfance, l'espace périvasculaire est réduit, mais, dès la petite enfance, il augmente  au fur et à mesure qu'il est infiltré par les lymphocytes périphériques et le tissu adipeux, tandis que le compartiment épithélial diminue en conséquence. 
Chez l'homme, le compartiment épithélial commence à diminuer à partir de la première année de vie, à un taux de 3 % jusqu'à l'âge moyen (35-45 ans), après quoi il diminue à un taux de 1 % jusqu'à la mort. En théorie, le thymus devrait cesser de fonctionner autour de 105 ans. Cependant, les études ont montré que les thymidines de la majorité des patients de plus de quarante ans sont incapables de générer des lymphocytes T naïfs.